# Janusz Szczepański
Janusz Szczepański (ur. 1947) – polski historyk, profesor zwyczajny Uniwersytetu Marii Curie-Skłodowskiej w Lublinie (Instytut Historii) i na Wydziale Historycznym Akademii Humanistycznej im. Aleksandra Gieysztora w Pułtusku.

## Życiorys
Absolwent Instytutu Historycznego Uniwersytetu Warszawskiego, doktorat (1980) tamże, habilitacja (1996), profesor tytularny (2001), profesor zwyczajny (2008). Redaktor naukowy tomów III i IV syntezy „Dziejów Mazowsza”, kilku tomów publikacji „Pułtusk. Studia i materiały z dziejów miasta i regionu” oraz członek komitetów redakcyjnych „Studiów Mazowieckich”, „Rocznika Mazowieckiego”, „Materiałów do Dziejów Wojskowości”. Członek Rady Naukowej Wydziału Humanistycznego Uniwersytetu Marii Curie-Skłodowskiej w Lublinie, członek Senatu i Rady Naukowej Wydziału Historycznego Akademii Humanistycznej im. Aleksandra Gieysztora oraz Rady Naukowej Archiwum Państwowego m.st.Warszawy.
Zainteresowania naukowe: historia społeczno-polityczna Polski i Europy Środkowo-Wschodniej w XIX-XX w. ze szczególnym uwzględnieniem dziejów walk o niepodległość, wojny polsko-bolszewickiej 1919-1920 r., emigracji zarobkowej, skupisk polonijnych, mniejszości narodowościowo-wyznaniowych, miast, dziejów Mazowsza.
Autor ponad 20 publikacji książkowych oraz ponad 300 artykułów, recenzji.

## Wybrane publikacje
- Dzieje Gąbina do roku 1945, Warszawa 1984.
- Tradycje obchodów 3 Maja w skupiskach polonijnych w Stanach Zjednoczonych, [w:] Obchody rocznicy Konstytucji 3 Maja w skupiskach polonijnych, Pułtusk 1991.
- Polska służba konsularno-dyplomatyczna wobec harcerstwa na obczyźnie w latach międzywojennych, [w:] Dzieje harcerstwa na obczyźnie w latach 1912–1992, pod red. M. Szczerbińskiego, Gorzów Wlkp. 1992.
- Dzieje społeczności żydowskiej powiatów Pułtusk i Maków Mazowiecki, Warszawa 1993.
- Ksiądz Aleksander Syski na Mazowszu i wśród Polonii amerykańskiej, Ciechanów–Pułtusk 1994.
- Wojna 1920 roku na Mazowszu i Podlasiu, Warszawa–Pułtusk 1995.
- Mazowsze Północne w XIX-XX wieku. Materiały źródłowe 1795–1956, Warszawa–Pułtusk 1997.
- Wojna 1920 roku w Ostrołęckiem, Warszawa–Ostrołęka–Pułtusk 1997.
- Dzieje Wyszkowa i okolic, Warszawa 1998.
- Rewindykacja polskich archiwaliów w świetle traktatu ryskiego, [w:] Traktat ryski 1921 roku po 75 latach, pod red. M. Wojciechowskiego, Toruń 1998.
- Wychodźstwo polskie w Niemczech a walka narodu polskiego o niepodległość, [w:] Polonia w walce o niepodległość i granice Rzeczypospolitej 1914–1921, pod red. A. Koseskiego, Pułtusk 1999.
- Społeczeństwo Polski w walce z najazdem bolszewickim 1920 roku, Warszawa–Pułtusk 2000.
- Społeczeństwo Mazowsza wobec najazdu bolszewickiego 1920 roku, [w:] Rok 1920 z perspektywy 80-lecia, pod red A. Ajnenkiela, Warszawa 2001.
- Bitwa Warszawska 1920 roku, [w:] Warszawa i Mazowsze w walce o niepodległość kraju w latach 1794–1920, pod red. A. Koseskiego i A. Stawarza, Warszawa 2001.
- Polacy w Niemczech, „Rocznik Nauk Politycznych” R. IV, Pułtusk 2002.
- Idea powrotu do „Erec Israel” wśród Żydów Mazowsza Północnego, [w:] Historia i polityka, pod red. J.R. Szaflika, Pułtusk 2004.
- Społeczność żydowska Mazowsza w XIX–XX wieku, Pułtusk 2005.
- Wokół sporu o autorstwo planu Bitwy Warszawskiej 1920 roku, [w:] Ku Niepodległej. Ścieżki polskie i francuskie 1795–1918, pod red. M. Willaume, Lublin 2005.
- Walka o niepodległość Polski w działalności Związku Polek w Ameryce w latach 1899–1918, [w:] Annales Universitatis Mariae Curie-Skłodowska, Lublin-Polonia. Sectio F. Historia vol.LX, pod red. T. Radzika i R. Litwińskiego, Lublin 2005.
- Harcerstwo polskie w walce z najazdem bolszewickim 1920 r.,[w:] Z dziejów ruchu harcerskiego, Studia – szkice – materiały 1911–2006, pod red. E. Czopa, Rzeszów 2006.
- Życie polityczne Płocka w okresie międzywojennym, [w:] Dzieje Płocka. T. 2, Historia miasta w latach 1793–1945, pod red. M. Krajewskiego, Płock 2006.
- Cukrownia „Krasiniec” w latach 1866–1914, „Res Historica” t. 23, pod red. H. Gmiterka, Lublin 2006.
- Niemcy wobec zamachu majowego 1926 roku w Polsce, [w:] Zamach stanu Józefa Piłsudskiego 1926 roku, pod red. M. Siomy, Lublin 2007.
- Ziemiaństwo polskie wobec bolszewickiego najazdu 1920 r., [w:] O polskich elitach raz jeszcze. pod red. T. Epszteina, S. Górzyńskiego, A. Karpińskiego, Warszawa 2007.
- Emigracja chłopów polskich za Ocean na przełomie XIX i XX wieku, [w:] Dzieje partii i stronnictw chłopskich w Europie, tom 1, Narodziny i rozwój, pod red. J. R. Szaflika, Pułtusk–Warszawa 2007.
- Ziemiaństwo Królestwa Polskiego wobec emigracji zarobkowej na przełomie XIX i XX w., [w:] Dwór a społeczności lokalne na ziemiach polskich w XIX i XX w., pod red. W. Cabana, M. B. Markowskiego i M. Przeniosło, Kielce 2008.
- Społeczeństwo powiatu pułtuskiego w raportach władz partyjnych i administracyjnych, [w:] Powiat Pułtusk. Represje i opór przeciwko rządom komunistycznym w powiecie Pułtusk po 1944 r., pod red. K. Krajewskiego, Warszawa 2008.
- Syski Aleksander (1876–1945), [w:] Polski Słownik Biograficzny, t. 46/3, z. 190, Warszawa–Kraków 2009.
- Gorączka brazylijska na Mazowszu, [w:] Przeszłość i teraźniejszość, pod red. M. Dygo, Pułtusk 2009

- Życie polityczne, [w:] Dzieje Mazowsza. Lata 1918–1939, t. IV, pod red. J. Szczepańskiego, Pułtusk 2010.
- Wkład Wincentego Witosa w walkę z najazdem bolszewickim 1920 r., [w:] Dla dobra rządu chłopskich dusz… Wiciarz – ludowiec – nauczyciel – uczony, pod red. M. Adamczyka, J. Gmitruka, Warszawa–Kielce–Pułtusk 2010.
- Budowa sowieckiego aparatu władzy w 1920 r. w Polsce, [w:] Rok 1920. Wojna i polityka, pod red. M. Szumiło, Lublin 2011.
- Separatystyczne tendencje Wielkopolski i Pomorza w okresie najazdu bolszewickiego w 1920 roku, [w:] Archiwistyka oraz problemy historii Polski, Polonii i dyplomacji XX wieku, pod red. J. Łosowskiego, Lublin 2011.
- Niemcy wobec najazdu bolszewickiego na Polskę w 1920 roku, „Res Historica”, t. 31, pod red. R. Litwińskiego, Lublin 2011.
- Powstanie Centralnego Komitetu Obywatelskiego Królestwa Polskiego w Warszawie we wrześniu 1914 r. w świetle sprawozdania Władysława Grabskiego, „Teki Archiwalne” Seria Nowa, t.11(33), Warszawa 2011.
- Życie polityczne Mazowsza w okresie popowstaniowym 1865–1914, [w:] Dzieje Mazowsza. Lata 1795–1918, tom III, pod red. J. Szczepańskiego, Pułtusk 2012.
- Białoruś w koncepcji federacyjnej Józefa Piłsudskiego, [w:] W służbie Klio, pod red. J. Kłapcia, Lublin 2012.
- Syberyjska Brygada Piechoty w bitwie warszawskiej 1920 r., [w:] Wojskowość – Bezpieczeństwo – Wychowanie, t. 1, pod red. A. Niewęgłowskiej, Siedlce 2012.
- Polonia amerykańska w walce o niepodległość Polski, „Niepodległość i Pamięć”, pod red. T. Skoczka, Warszawa 2012.
- Dzieje Gąbina i okolic, Gąbin–Pułtusk 2013.
- Regierungsbezirk Zichenau. Peripherie ohne Ghettoarbeit? [in:] Arbeit in den nationalsozialistischen Ghettos, Deutsche Historische Institut Warschau, pod red. J.Hensela, S. Lehnstaedta, Osnabrück 2013.
- Działalność komitetów obywatelskich i rad opiekuńczych w powiecie ostrowskim podczas I wojny światowej, [w:] Społeczeństwo – Wojsko – Polityka, pod red. M. Dajnowicz, Białystok 2013.
- Powstanie styczniowe 1863 roku na Mazowszu, „Rocznik Mazowiecki”, t. XXV, 2013, pod red. B. Dymka, Warszawa 2013.
- Przemiany społeczno-gospodarcze miast Mazowsza Północnego w XIX i XX wieku (do 1939 r.). Zarys problematyki badawczej, [w:] Miasta Mazowsza w XIX i XX wieku. Wybrane zagadnienia społeczno-gospodarcze i kulturowe (do 1939 r.), pod red. J. Szczepańskiego, R. Turkowskiego, Pułtusk–Warszawa 2013.
- Społeczeństwo polskie wobec wojny i pokoju (1919–1921), [w:] Od Bitwy Warszawskiej do Traktatu Ryskiego, pod red. T. Skoczka, Warszawa 2014.
- Organizacje studenckie a władze PRL w latach 1980–1981 w świetle materiałów PZPR i Ministerstwa Spraw Wewnętrznych, [w:] Scentia nihil est quam veritatis imago, pod red. A. Sochackiej i P. Jusiaka, Lublin 2014.
- Wokół rejestracji Niezależnego Zrzeszenia Studentów i Porozumienia Łódzkiego, [w:] Między historią polityczną a historią społeczną, pod red. J Gołoty, Pułtusk–Olsztyn– Ostrołęka–Warszawa 2014.
- Ziemie Mazowsza w okresie insurekcji 1794 roku, [w:] Dzieje Mazowsza. Lata 1527–1794, tom II, pod red. J. Tyszkiewicza, Pułtusk 2015.
- Deportacja niemieckich kolonistów z Królestwa Polskiego w 1915 r.(przykład Lubelszczyzny, Mazowsza i ziemi radomskiej),, [w:] Ludzie – władza – narody – religie. Lubelszczyzna – Polska – Europa, pod red. A. Kidzińskiej–Król, Lublin 2015.
- Aktyw Związku Młodzieży Polskiej województwa warszawskiego w walce o Polskę komunistyczną (w świetle materiałów źródłowych Archiwum Akt Nowych), [w:] Vir Bonus, Warszawa 2015.
- Polska emigracja polityczna wobec Polski Ludowej po zakończeniu II wojny światowej 1945–1950, [w:] Druga wojna światowa. Wybrane zagadnienia konfliktu międzynarodowego, pod red. W. Kozyry, I. Laszek-Surowiec, Chełm 2015.
- Józef Piłsudski – główny architekt zwycięstwa w Bitwie Warszawskiej 1920 roku, [w:] Józef Piłsudski (1867–1935). Człowiek, żołnierz, polityk, pod red. Z. Girzyńskiego i J. Kłaczkowa, Toruń 2016.
- „Mieliśmy tu raj” – menonici z Wymyśla Niemieckiego, [w:] Polska otwarta czy zamknięta, pod red. H. Samsonowicza, Łomża 2016.
- Tatarski Pułk Ułanów im. płk. Mustafy Achmatowicza w wojnie polsko-rosyjskiej 1919–1920 roku, [w:] Świat historyka, pod red. M. Nagielskiego, Pułtusk 2016.
- Życie społeczno-gospodarcze społeczności żydowskiej Mazowsza Północnego w XIX i XX wieku (do 1939), [w:] Swoi i obcy na Mazowszu Północnym w minionym tysiącleciu, pod red. A. Koseskiego, R. Lolo, J. Szczepańskiego, Pułtusk 2016.
- Dawna rezydencja biskupów płockich w Pułtusku – siedzibą Domu Polonii, [w:] Meetings an the borders. Studies dedicated to Professor Wladysław Duczko, pod red. J. Popielskiej-Grzybowskiej i J. Iwaszczuk, Pułtusk 2016.
- W pierwszej dekadzie Polski Ludowej 1945–1956, [w:] Dzieje Pułtuska, tom II – 1795–1989, red. A. Koseski i J. Szczepański, Pułtusk 2017.
- Mazowszanie wobec: Aktu 5 listopada, obecności Legionów oraz Polskiej Organizacji Wojskowej, [w:] Społeczeństwo Mazowsza wobec wydarzeń I wojny światowej red. A. Koseski, J. Szczepański, Pułtusk 2017.
- Wybitny działacz Polonii amerykańskiej – Jan Franciszek Smulski – w walce o niepodległość, [w:] Bohaterowie drugiego planu w walce o niepodległość, pod red. T. Skoczka, J. Załęczny, Warszawa–Pułtusk 2017.
- An allem ist der Krieg schuld. Haulandeer im Gostyninier Lande (vom 18. Jh. bis zum Zweiten Weltkrieg), [in:] Erlebte und erinnerte Geschichte. Deutsch-polnische Biographien, Teil II, herausgegeben von Tomasz G. Pszczółkowski und Karol Czejarek, Pułtusk 2017.
- Northeastern Mazovia during the war with Bolshevik Russia in August 1920, „Journals of the Scientific Association in Ostrołęka” nr XXXI, Editor-in-Chief Janusz Gołota, Ostrołęka 2017.
- Pułtusk i Ziemia Pułtuska w epoce walk o niepodległość, Pułtusk 2018.
- Ostrołęka 1920 roku. Niespełniona koncepcja drugiego Zbaraża, [w:] Studia z dziejów Europy Środkowo-Wschodniej, pod red. W. Bondyry, D. Kupisza, J. Ternesa, L. Wierzbickiego, Lublin 2018.
- Zagłada mazowieckich Żydów, [w:] Dzieje Mazowsza, t. V – Lata 1939–1945, pod red. A. Koseskiego, Pułtusk 2018.
- Ku niepodległości – w okresie popowstaniowym i I wojny światowej, [w:] Mazowsza Północnego drogi do niepodległości, pod red. A. Koseskiego, J. Szczepańskiego, Pułtusk 2018.
- Wkład Prezesa Związku Sokolstwa Polskiego w Ameryce Teofila Antoniego Starzyńskiego w walkę o niepodległość Polski, [w:] Rola emigracji polskiej w odzyskaniu niepodległości 1918 roku, pod red. ks. W. Glińskiego, Warszawa 2018.
- W cieniu Marszałka. Prezydentura Ignacego Mościckiego w latach 1926–1935, [w:] Prezydentowi Prof. Ignacemu Mościckiemu – w 150.rocznicę Urodzin, pod red. B. Umińskiej, Ciechanów 2018.
- Parlamentarzystki w służbie obozu piłsudczykowskiego 1926–1939, [w:] Piłsudczycy i sanatorzy drugiego planu (1918–1939). Portrety zbiorowe i indywidualne, pod red. R. Litwińskiego i M. Siomy, Lublin 2019.
- Witold Ścibor-Rylski – działacz polonijny, Naczelnik Związku Sokolstwa Polskiego w Ameryce, legionista, [w:] W drugim szeregu. Bohaterowie walk o niepodległość, pod red. T. Skoczka, J. Załęczny, Warszawa–Pułtusk 2019.
- Sprawy obronności w działalności Sejmu Ustawodawczego (1919–1922), „Niepodległość i Pamięć’, pod red. T. Skoczka, R.26, Warszawa 2019, nr 3.
- Gdy wróg puka już do wrót stolicy…”. Kobiety polskie wobec najazdu bolszewików, [w:] Niepodległość z kobiecą twarzą. Różne przejawy aktywności kobiet w drodze do niepodległości(od upadku powstania styczniowego do 1920 roku), pod red. J. Załęczny, Warszawa 2019.
- Mazowsze Północne podczas najazdu bolszewickiego 1920 roku, Płock–Warszawa 2020.
- [Współaut.], Dzieje Makowa Mazowieckiego (do 1945 r.), t. I, Maków Mazowiecki–Pułtusk 2020. The United States and the Polish Diaspora in the United States in the Face of the Struggle for the Borders of the second Polish Republic and the Bolshevik Invasion of 1920, [w:]  Rola Polonii USA w kształtowaniu relacji polsko-amerykańskich w XX i XXI wieku, pod red. W. Glińskiego, Warszawa–Orchard Lake 2020.
- Ugrupowania polityczne w Sejmie Ustawodawczym wobec bolszewickiego zagrożenia,[w:] Fundamenty Niepodległej. Sejm Ustawodawczy (1919–1922), pod red. Z. Girzyńskiego, J. Kłaczkowa, J. Żaryna, Toruń 2020.
- Działalność marszałka Senatu RP – Juliana Juliusza Szymańskiego na rzecz wzmacniania więzi Polonii z Macierzą, [w:] Senat II Rzeczypospolitej (1922–1939) „rzecznik rozsądku, rozwagi i miary”, pod red. Z. Girzyńskiego, J. Kłaczkowa, J. Żaryna, Toruń 2020.
- Społeczeństwo polskie wobec najazdu bolszewickiego w 1920 roku, [w:] Polskie zwycięstwo 1920,  pod red. M. Kopczyńskiego i M. Mirowskiego, Warszawa 2020.
- Wkład Naczelnego Wodza Józefa Piłsudskiego i jego generałów w zwycięstwo w Bitwie Warszawskiej w świetle opinii współczesnych polskich polityków, [w:] Bitwa Warszawska w relacjach i wspomnieniach, pod red. T. Skoczka, J. Załęczny, Warszawa 2020.
- Rada Obrony Państwa wobec najazdu bolszewickiego 1920 roku, [w:] Radzymin – Warszawa – Polska. Obroniona niepodległość, pod red. J. Załęczny, Warszawa–Radzymin 2020.
- Die Ermordung der Juden im Regierungsbezirk Zichenau unter deutscher Herrschaft [in:] Ostpreussens Kriegsbeute. Der Regierunsbezirk Zichenau 1939–1945, pod red. Ch. Henschela, Osnabrück 2021.
- Polityczne aspekty walki o kształt granicy wschodniej Drugiej Rzeczypospolitej (1918 – kwiecień 1920 r.), „Pamięć i Sprawiedliwość” 2021, nr 2(38), pod red. M. Szumiło, Warszawa 2021.
- Problematyka plebiscytu na Warmii, Mazurach i Powiślu w obradach Sejmu Ustawodawczego (1919–1920), „Annales Universitatis Mariae Curie-Skłodowska. Lublin–Polonia, vol. LXXVI – Sectio F, pod red. W. Bondyry, Lublin 2021.
- Władze i społeczeństwo Drugiej Rzeczypospolitej wobec bolszewickiego zagrożenia w 1920 roku, Wydawnictwo Sejmowe, Warszawa 2022.
- Mazowsze – Polska – Polonia w walce o niepodległość. Studia i szkice z lat 2000–2021, Muzeum Niepodległości, Warszawa 2022.
- Materiały do dziejów społeczności żydowskiej województwa płockiego i guberni płockiej (1815–1866) w zasobie Archiwum Głównego Akt Dawnych w Warszawie, „Miscellanea Historico-Archivistica”, t. XXVIII, Warszawa 2021.
- Bóg – Honor – Ojczyzna. Rola gen. Józefa Hallera w Bitwie Warszawskiej 1920 r., [w:] Maiestati Rei Publicae Poloniae reddere proprium decus. Majestatowi Rzeczypospolitej Polskiej przywrócić własną chwałę, pod red. W. Glińskiego, Warszawa 2022.
- Restytucja polskich archiwaliów po Traktacie Ryskim, [w:] Zwycięski pokój czy rozejm na pokolenie? Traktat ryski z perspektywy 100 lat, pod red. Z. Girzyńskiego, J. Kłaczkowa, Warszawa 2022.